# Museo Arqueológico y Etnológico Gratiniano Baches
El Museo Arqueológico y Etnológico "Gratiniano Baches", ubicado en la Casa de cultura de la localidad de Pilar de la Horadada (Provincia de Alicante, España) alberga cinco secciones:
1. Medio ambiente, que incluye la fauna y flora del término municipal.
2. Fósiles, (moluscos, gasterópodos, bivalvos y la reproducción de un cráneo de sirenio).
3. Etnología, con la fabricación de esparto, útiles domésticos, textiles, una prensa de vino y el apartado agrícola.
4. Numismática, con monedas desde la época ibérica hasta el siglo XX.

Destacan como las obras más importantes del museo:
- Miliario romano
- Lápida funeraria
- Calzada romana
- Prensa para fabricar vino
- Traje típico de Pilar
- Ancla romana
- Sección del esparto
- Útiles domésticos y aperos agrícolas.